# 走査型近接場光顕微鏡
走査型近接場光顕微鏡（そうさがたきんせつばこうけんびきょう、英語: scanning near field optical microscopy; SNOM）は、近接場光という特殊な光を利用した走査型の顕微鏡のことである。しばしば NSOM（Near field scanning optical microscopy）とも呼ばれる。
細いプローブで試料を走査するという点では走査型トンネル顕微鏡（STM）や原子間力顕微鏡（AFM）などと同様の仕組みであり、SNOM も走査型プローブ顕微鏡（SPM）の一種類といえる。

## 原理

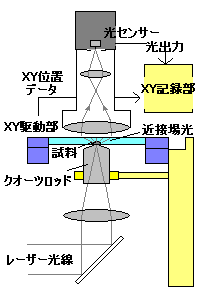
走査型近接場顕微鏡（透過型）の原型

これまで顕微鏡の分解能は長い間、レンズ等の光学部品の精度で決定されてきたが、光学部品の加工精度が十分に発達した現在では、従来の光学顕微鏡の分解能は光の回折限界による光の半分の波長という制限に縛られている。
光の中の波長より小さな物体には、光電場により原子の電気双極子が誘起されるが、この電気双極子が作る振動電界のうち、この小物体の直径程度のごく近くにある電磁界は周囲へはほとんど伝播せず減衰する。この発生した電磁界が近接場である。さらにこの近接場の中に微小な物体を散乱体として置くと、ふたたび伝播光となるのでこの微小な散乱体を観測することが可能になる。この新たな光が近接場光（エバネッセント光）である。
同様の効果により光は波長以下の極微細な穴を通すことで近接場となり、試料に作用して近接場光が発生する。これにより光の波長による光学分解能の限界を超えた光学的観察が可能となる。ただ、近接場はその名のとおり発生点の近くでしか存在しないため、近接場光を発生するには穴そのものを観察対象となる試料に近付ける必要がある。またそのままでは試料の点データしか得られない為、平面の画像データを得るためには近くで縦横2次元的に動かしてやる必要がある。試料を反射したり透過した散乱光や蛍光の強弱を表面（反射型）または裏面（透過型）から検出し近接場光の位置データと合わせる事で、試料の2次元画像が得られる。
SNOM の派生型では、穴を通した光ではなく、絞った光をSPMのプローブのような細い棒の微小な先端に当てて近接光を得る方式や、光の反射面に生じる近接光を使うものがある。

## 特徴
利点
SNOM は光学顕微鏡であるので、真空中での観測や試料への金属箔蒸着という処理を必要とせず不導体でもかまわず、大気中で非破壊的に観測を行うことが可能である。
欠点
走査するためリアルタイムでの観察が行えない。走査型トンネル顕微鏡（STM）程の分解能は期待できない。

## 歴史
1928年、イギリスの科学者 Synge により狭い開口部により光の回折限界を越える顕微鏡のアイデアが考案されていたが、技術的困難さのため長い間実現しなかった。長い間、彼の考えは忘れ去られていたが、1972年にマイクロ波領域で実験的に検証され、やがて1984年、Pohl らの論文をきっかけに、実用的な走査型近接場光顕微鏡（以下 SNOM と略）の原型となる開発が行われ、1985年には光学測定機器の回折限界を超えた 20nm という高い空間解像度が実現できた。マイクロピペットのテーパーを改良し液体を満たすことによって、さらに高分解能の SNOM が実現した。最近では、マイクロピペットの代わりに細く絞った光ファイバを用いる（照射モード SNOM）。

## さまざまな形式
SNOMには大きく分類して2つの検出方式がある。
照射モード (illumination mode)
プローブの周りに発生させた近接場光で試料を照らし、プローブ先端と試料表面との相互作用による散乱光にて試料の光物性を知る方式。
集光モード (collection mode)
直接、試料に光を当てて試料の周りに近接場光を発生させ、それをファイバープローブ先端で検出して試料の光物性を知る方式。
また、原理で述べたように近接場光の測定方向の違いで反射型と透過型に分かれる。

## 発展型
以下のような SNOM から発展した顕微鏡がある。STM や他の先端派生技術による多様な改良機種が存在するので、すべてはここでは網羅されていない。
フォトン走査型トンネル顕微鏡（Photon scanning tunneling microscopy; PSTM）
プリズムに全反射させた時に生じる近接場光を試料に当ててプローブで走査する。
無開口近接場顕微鏡（Apertureless near-field optical microscopy, Apertureless SNOM）
AFM 装置のカンチレバープローブ先端部を近接場光の発光源とする。
反射モード近接場光走査顕微鏡（Near-field optical scanning microscopy in reflection, RNFOS）
光ファイバーの代わりにアルミ膜つきガラススライドで近接場光を作る。
近接場磁気光学顕微鏡（Magneto-optical SMON; MO-SNOM）
光弾性変調器（PEM）とその偏光変調された光を使い、カー効果を利用して磁気光学的に試料の磁気分布を読み取る機能を持つ SMON。磁気と同時に試料の形状を走査できるものもある。